# Celebration (canção de Madonna)
"Celebration" é uma música gravada pela cantora e compositora estadunidense Madonna, contida em seu terceiro álbum de grandes sucessos com o mesmo nome (2009). Foi escrito e produzido por Madonna, Paul Oakenfold e Ian Green, com textos adicionais de Ciaran Gribbin. Madonna colaborou com Oakenfold para desenvolver várias músicas. Entre todas as músicas desenvolvidas por eles, duas foram escolhidas para o álbum de maiores sucessos, com "Celebration" sendo lançado como o primeiro single. É uma música orientada pelo dance, com influências dos singles de Madonna das décadas de 1980 e 1990, e consistindo de uma ponte no formato de falar e cantar. A letra da música convida alguém a participar de uma festa.
"Celebration" foi lançada digitalmente em 31 de julho de 2009 pela Warner Bros. Records, recebendo críticas mistas de críticos contemporâneos. Ele alcançou o número um na Bulgária, Finlândia, Israel, Itália, Eslováquia e Suécia, alcançando os cinco primeiros em outros países, incluindo Canadá, França, Alemanha, Japão e Reino Unido, onde estreou no número três na parada de singles do Reino Unido. Tornou-se a 55ª entrada de Madonna na Billboard Hot 100 dos EUA, onde estreou e atingiu o número 71, e sua 40ª música número um na tabela dance.
O videoclipe usou o remix de Benny Benassi da música. Retratou Madonna e seus dançarinos de turnê dançando a música. Contém aparições do modelo Jesus Luz e em um vídeo alternativo de sua filha Lourdes. No Grammy Awards de 2010, a música recebeu uma indicação na categoria de Melhor Gravação Dance. A música foi usada como o número final da The MDNA Tour (2012), em que Madonna dançou energicamente com uma roupa brilhante e, a certa altura, colocou um par de fones de ouvido e gravou arranhões com cubos coloridos caindo ao fundo.

## Antecedentes e lançamento

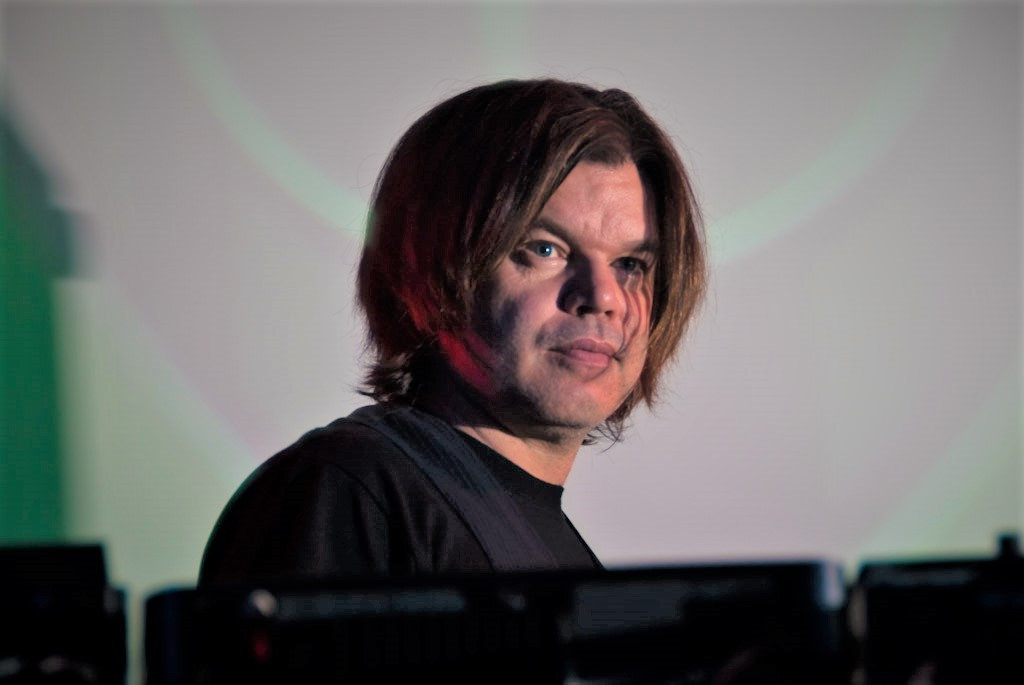
Paul Oakenfold, um dos compositores e produtores de "Celebration".

Em março de 2009, a publicitária de Madonna, Liz Rosenberg, confirmou os planos para o lançamento de um álbum de grandes sucessos para setembro do mesmo ano. Além disso, ela acrescentou que a cantora havia composto três novas músicas para o álbum, com a colaboração do produtor britânico e do DJ Paul Oakenfold. Então, em maio de 2009, a revista Attitude disse em uma entrevista que Oakenfold produziu duas das três faixas que a cantora escreveu: "Broken (I'm Sorry)" e "Celebration". Além disso, ele afirmou que a nova música era "[a] Madonna clássica liricamente, com um novo som [e] vanguardista".
Madonna compôs e produziu "Celebration" com a ajuda de Oakenfold. Ian verde e Ciaran Gribbin ajudou na composição. Em entrevista ao Belfast Telegraph, Gribbin disse Oakenfold Madonna aproximou e perguntou o que estava trabalhando e se eu estava interessado em dar algum material para ela escrever as letras. Oakenfold, junto com Green e Gribbin, estava trabalhando em algumas músicas para o próximo álbum de estúdio de DJ, então eles enviaram entre 15 e 20 músicas para a cantora. Finalmente, ele escolheu "Broken" e "Celebration" e os três cuidaram dos arranjos, trabalharam na estrutura harmônica, nas guitarras, nos teclados e na bateria e Madonna escreveu a letra e a melodia. Por sua parte, Gribbin disse sobre a colaboração com Madonna: "Os últimos seis meses foram incríveis para Joe Eco [Ciaran Gribbin], mas a composição dessa faixa para Madonna deve ser o destaque. Estou muito orgulhoso e empolgado por meu nome estar nessa faixa e estou confiante de que será o número um. Afinal, é Madonna. [A colaboração "Celebration"] me ajudaria a pagar o aluguel pelos próximos anos". Demacio "Demo" Castelleon fez a gravação e na mixagem no Legacy Studios em Nova Iorque. Anthony Crawford foi encarregado de engenharia, Ron Taylor, do Pro Tools, e Chris Gehringer, de masterização, nos estúdios da Sterling Sound. Em além de ser um dos compositores, Ian Verde também contribuiu com o vocal de apoio sobre a faixa, e Paul Oakenfold, Benny Benassi, Johnny Vicious e Akon criou os remixs de "Celebration".
A gravadora Warner Bros. Records lanççou a canção em todo o mundo como o primeiro single do álbum homônimo, em 30 de julho de 2009, através de download digital; No entanto, nos Países Baixos, só estave disponível a partir de 4 de agosto do mesmo ano. Em 3 de agosto, foi enviado para as rádios em 18 do mesmo mês, um EP digital foi colocado à venda no iTunes, com remixes de Benny Benassi, Oakenfold e Johnny Vicious.

## Composição
"Celebration" é uma canção pertencente aos gêneros dance e EDM. Segundo a MTV, é um tema "elegante e ilusório", com ritmos e influências domésticas dos singles de Madonna dos anos 90, "Vogue" e "Deeper and Deeper". Da mesma forma, Chris Williams, da Billboard, observou que Oakenfold "fornece um ritmo crescente que poderia facilmente sair da época Confessions on a Dance Floor ("Hung Up", "Sorry"), mas pode ser seguido ainda mais para o sucesso "Deeper and Deeper" de 1992. Quanto à melodia, Williams a comparou com "4 Minutes" (2008) "em sua urgência". Enquanto isso, o site Jenesaispop observou que parecia "Get Together" e "True Blue". De acordo com Todd Martens do Los Angeles Times, a faixa é como um reinício efetivo dos efeitos de Madonna dos finais dos 80. Ele também disse que se concentra no groove synth pop altamente enérgico. Enquanto isso, James Montgomery da MTV disse que o padrão rítmico que segue four-on-the-floor, com um ritmo de baixo e im refrão electro. Ele também observou que parece um caminhão cheio de Nintendo NES explodindo em uníssono. George Lang, do News OK, afirmou que "Celebration" era uma ligeira modernização de seus clássicos do dance pop produzidos por Jellybean Benitez. Jude Rogers, do The Guardian, descreveu "Celebration" como um "EDM co-escrito por Paul Oakenfold [...] com sombras de seus [de Madonna] antigos sucessos".
O de acordo com a partitura publicada no Musicnotes por Alfred Publishing Co., Inc., "Celebration" é definido na fórmula de compasso de tempo comum em um ritmo de de 126 batimentos por minuto.. é composta na clave de si menor, o registro vocal de Madonna estende-se desde a alta nota aguda fá♯3 a  grave si4 A faixa segue a progressão harmônica de sol-lá-si menor em seus versos, em seguida, mudar para o sol-lá-si menor-mi menor-lá-si menor no resto da música. A letra letra de "Celebration" chama o ouvinte a participar de uma festa e comemorar; isso se reflete na linha "Venha, se junte à festa, sim / porque todo mundo quer festejar com você". Além disso, é composto na forma de um convite, no qual ele pede para se juntar à "dança da vida". Na ponte, Madonna canta de maneira falada e sua voz, que consiste em "uma pequena vantagem", afirmando que "eu não te reconheci com suas roupas". Nick Levine da Digital Spy descreveu a letra da faixa como profunda e significativa o tapete de yoga de Madonna. Ao contrário de Michael Slezak, da Entertainment Weekly, ficou um pouco decepcionado com a letra, dizendo que parece que Madonna adota o tema "Festa! Entre no chão! pela enésima vez, sem um mínimo de talento linguístico". Além disso, ele citou: "Lembro-me dos seus dias de Bedtime Stories/Ray of Light quando Madge tentou estimular o cérebro. Agora, ele está emitindo "um convite para a dança a vida" [quando] ela pode fazê-lo via convite. [...] acho que parece um pouco deprimente se todos os ritmos e sintetizadores não estivessem causando uma avalanche de endorfinas na cabeça". Randy Aaron, do Examiner.com, a descreveu como "clichê", embora tenha notado que Madonna se dedica a aceitar clichês e dar a sua própria interpretação. Além disso, ele mencionou que algumas partes da letra são uma homenagem direta às suas músicas passadas. Eric Henderson, da Slant Magazine, comentou que a frase "Se isso faz você se sentir bem, eu digo: faça / eu não sei o que você está esperando", como ele também sustentava que era musicalmente. Chris A. Sosa, do Yahoo!, em sua análise do single, enfatizou que, liricamente, "Celebration" se desvia de "Candy Shop" (2008). No entanto, isso não é "Human Nature" (1995), nem pretende ser. Ele concluiu: "Obrigado a Paul Oakenfold por evitar outro trosso lírico quebrado, estilo 'Candy Shop'".

## Videoclipe

### Antecedentes

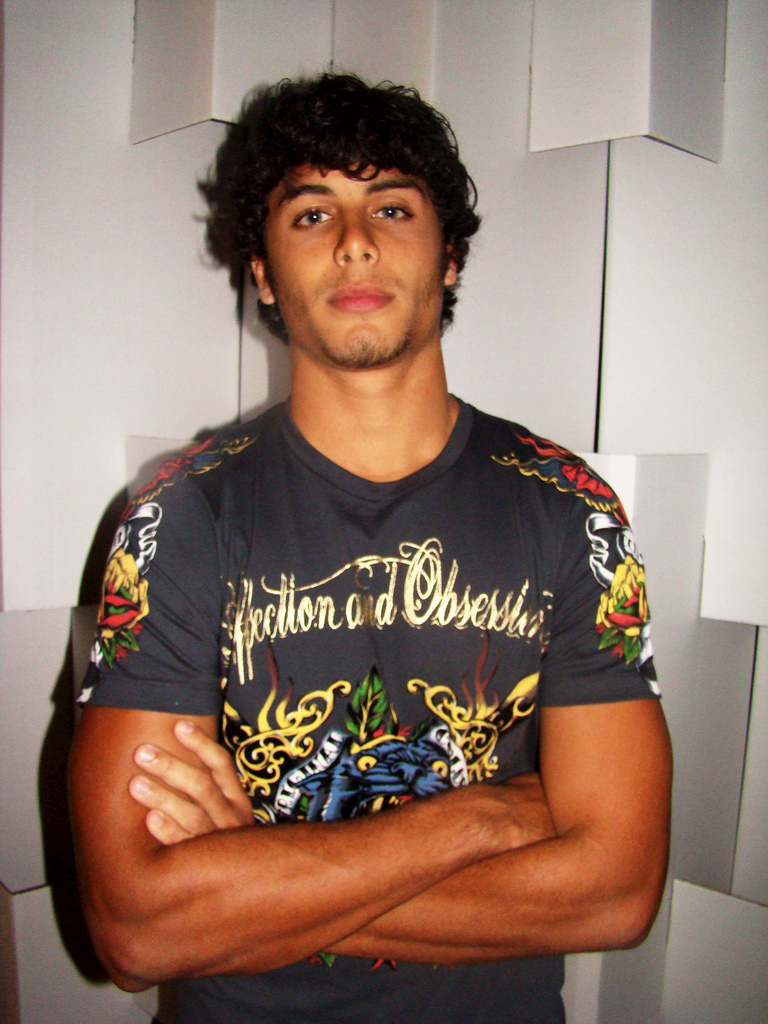
O então namorado de Madonna, o modelo e Jesus Luz, faz uma aparição no videoclipe de "Celebration".

O videoclipe de "Celebration" foi filmado em Milão, Itália, entre as datas da etapa de 2009 da Sticky & Sweet Tour de Madonna, e dirigido por Jonas Åkerlund, que já havia trabalhado com a cantora no clipe de "Ray of Light" e no documentário I'm Going to Tell You a Secret. No site oficial da cantora, eles deram aos fãs de Madonna a oportunidade de aparecer no videoclipe dançando, cantando ou sendo "eles mesmos". Eles deveriam estar em Milão, no dia 18 de julho, às 21 horas, e os requisitos eram serem maiores de 18 anos, ter a foto de identificação no local da filmagem, o país de residência e o número de impostos disponíveis. O mesmo evento aconteceu dias depois em Barcelona, Espanha. Por outro lado, foi relatado que a filha de Madonna, Lourdes Leon, apareceria no vídeo. Em adição, o modelo e DJ Jesus Luz, que na época era o namorado da cantora, também faz uma participação. Em 27 de agosto, foi publicado um teaser do vídeo foi publicado no site oficial de Madonna, e 1 de Setembro, foi lançado mundialmente em programas de televisão, assim ele também foi disponível em alguns serviços do iTunes. Finalmente, esteve disponível para descarga digital durante 48 horas, até a noite de 2 de setembro; A partir daí, o vídeo já teve um custo específico. A ideia de publicá-lo gratuitamente era para os compradores perceberem os detalhes de pré-venda do álbum Celebration.

### Sinopse

Cena final do vídeo de "Celebration", apresentando Madonna em um fundo escuro, usando um vestido coberto de cristais e executando movimentos de dança.

O conceito é como o título indica, uma celebração da carreira de Madonna. O vídeo não usa a versão do álbum, mas Benny Benassi Remix. Ele começa com Madonna perguntando: "Eu não te vi em algum lugar antes?". A música começa e as cenas são cortadas entre Madonna e os bailarinos dançando a canção. A cantora usa um vestido da linha Pierre Balmain coberto com cristais e botas pretas Christian Louboutin que chegam ao joelho. Enquanto presente em quase todos os quadros da câmera, a artista não faz movimentos de dança coreografados, mas sua dança é limitada principalmente a manobras ocasionais. Os dançarinos, por outro lado, realizam movimentos como um ato individual. Como os avanços da canção, mais dançarinos são mostrados e, finalmente, chegar a um clube; O DJ que está lá é tocado pelo modelo Jesús Luz. Madonna satisfaz as poses sensuais e, em seguida, remove suas roupas em uma tentativa de reconhecer, enquanto a linha é cantada "Eu acho que não te reconheço com suas roupas". Ambos escovam os lábios e Madonna se afasta novamente para a pista de dança. Lourdes faz uma aparição perto do final do vídeo, vestida com um collant para moles e calças, enquanto realiza uma postura asana no chão. Em seguida, Madonna é mostrada dançando sobre quatro pernas ou tocar sua virilha. Ambos os movimentos da cantora como seus dançarinos são rapidamente editados para aparecer nas cenas do vídeo, como similar ao de "Ray of Light". O estilo hip hop é apresentado no final do vídeo. A cena final mostra Madonna escorregando e caindo no chão. Na prévia do vídeo, Oakenfold foi mostrado dançando o tema, mas finalmente suas cenas não foram incluídas na versão final. Por outro lado, em 17 de setembro, uma edição alternativa do videoclipe, intitulada "Fan Version", foi lançada na conta oficial de Madonna no Myspace. Ele contém material filmado em Milão e Barcelona, durante as datas européias da Sticky & Sweet Tour, e apresenta as aparoções dos admiradores da cantora Lourdes, Paul Oakenfold e Jonas Åkerlund.

### Recepção
Após sua estreia, o vídeo de "Celebration" geralmente obteve críticas mistas dos críticos de música. Daniel Kreps, da Rolling Stone, disse que o Rock Hall of Fame mostra que os movimentos de dança de Madonna ainda são perspicazes aos 51 anos de idade. Em sua análise do vídeo, James Montgomery da MTV reconheceu que a cantora retornou à sua idade das trevas com "Celebration", "um período que se estende aproximadamente desde o lançamento de The Immaculate Collection (1990) até sua aparição desastrosa em Late Night with David Letterman, em 1994. [...] No entanto, ao rever essa era sombria agora, é fascinante. Madonna foi muito longe do que qualquer ícone pop antes dela (ou, de alguma forma, depois dela) — empurrou o envelope com alegria e nunca olhou para trás nem por um segundo. Em retrospecto, é evidente que eu não estava sendo desesperado; Estava sendo brilhante. Se ao menos pudéssemos esperar o mesmo das estrelas pop de hoje". Pelo contrário, Fraser McAlpine, da BBC, não tinha certeza se algo do que eles estavam fazendo no vídeo realmente contava como dança. Hipersonica não foi favorável em sua crítica, dizendo: "Eu tinha esperanças no vídeo, mas, vendo o que vi, não há nada para comemorar". Ele descreveu os planos como "emocionantes", mas disse que tem uma estética muito próxima do mundo da moda e da arte de rua. Olivia Smith, do Daily News, disse: "Então Madonna tem sua família — sua filha e seu amante — em sua última festa, onde ela ainda está no centro apaixonada por sua vida". Ele também observou que exemplifica o fato de Madonna ser uma artista com um longo passado musical, mas o tom do vídeo explica que ela está pronta para deixar o passado e seguir em frente. Finalmente, ele argumentou que as partes mais sexuais flagrantemente não estão entre sua "Majestade" e seu namorado cortesão Luz, mas é quando ele se mostra sozinho na tela, ou agarrando sua virilha em uma demonstração à maneira de Michael Jackson ou estando em quatro patas. Melinda Newman de HitFix, descreveu o vestido de Madonna como uma festa de Andy Warhol dos anos sesenta, e se perguntou se seus braços venosos e enojados estavam cobertos de propósito. Além disso, ele chamou de celebração visual e escassa, mas convincente. Ele concluiu dizendo que "apesar das constantes exortações de Madonna a "participar da festa" na animada faixa de dance, ela nunca consegue alcançar sua própria celebração. Dançarinos anteriores se juntaram, [mas] Madonna não está em lugar algum. [...] No final, uma prisioneira em seu próprio quarto branco desmorona gradualmente como uma boneca quando a música termina. A festa acabou".

## Análise da crítica
De um modo geral, "Celebration" gerou análises positivas dos críticos de música. Em sua resenha do álbum de compilação, Bill Lamb do About.com definiu a canção como "clássico de Madonna nas boates" e suspeita que o som muito melhor depois de passar um alguns anos. Chris Williams, da Billboard, chamou o número de dança otimista que arrasa". Stephanie Bruzzese, da Common Sense Media, comentaram que "Celebration" e "Revolver" não podem ser comparados aos hits clássicos da cantora, mas podem, sem dúvida, apaziguar os inúmeros amantes de Madonna que não conseguem se cansar de suas músicas. Nick Levine, da Digital Spy, concedeu a ele quatro estrelas em cinco e explicou que esse simples "pouco aventureiro" relativamente nunca terá o impacto de "Like a Prayer", "Vogue" ou mesmo "Music", mas é um lembrete de que a carreira de Madonna foi construída tanto em melodias decentes quanto em ritmos dançantes, bem como em grandes gestos. Ele também chamou a faixa de hino festivo com influência de dança dos anos 90 e o comparou com "I'm Not Alone" (2009) de Calvin Harris. Além disso, o mesmo autor, em sua resenha do álbum, descreveu-o como um bloco perfeitamente útil para pistas de dança. Randy Aaron, do Examiner.com, o descreveu como "espetacular", enquanto em sua crítica ao single, ele disse que, embora não seja de alta qualidade, ainda soa melhor do que Madonna em mais de uma década. Além disso, ele a descreveu como "assassina, mas não de maneira ruim" e enfatizou que a cantora não tocou esse convite em um disco desde "Vogue", e se alguém dissesse que essa música foi gravada em 1990, seria fácil de acreditar. Finalmente, ele declarou que soa muito retrô, mas também novo e fresco. A linha de baixo agarra o ouvinte instantaneamente e não os libera até o final da música. Joey Guerra, do Houston Chronicle, disse que encontra Madonna no seu melhor lugar: na pista de dança. O site Jenesaispop afirmou que era bastante agradável e clicável, mas que certamente não foi a revolução que foi "Justify My Love", a inédita The Immaculate Collection. O bloguero Perez Hilton ficou satisfeito com a faixa, ele o descreveu como um hino das pistas de dança e declarou que não irá decepcionar. Ele concluiu: "Aumente o ritmo e incline-se! Nos inclinamos para M!". Stephen M. Deusner, da Pitchfork Media, em sua crítica ao single, comentou que desde o sucesso de Music há quase dez anos, ela parecia muito mais convincente, antes de cantar uma faixa de dance como "Celebration". Ele continuou: "O importante não é o canto de Madonna, mas o fato de Madonna estar cantando. Não importa se o ritmo é simplesmente o suficiente ou se a letra é fracamente inspiradora. Essa música está envolvida na ideia de Madonna que o torna perfeito [e] recheado. [...] Funcionalmente falando, "Celebration" não preenche a pista de dança". O site Sound-Savvy confirmou que boates e DJs vão adora-la.
Em uma crítica menos favorável, Gavin Martin, do Daily Mirror, deu a música duas estrelas em cinco; comentou que "Celebration" mostra como a cantora mudou nos anos desde "Holiday", mas criticou o trabalho inútil quando teclados fracos e voz encantadora tentam invocar o fantasma de um passado glorioso. Por sua parte, Sarah Crompton, do Telegraph, declarou que ele era "imensamente esquecível", e Douglas Wolk, da Pitchfork Media, apontou em sua opinião para o álbum que, enquanto as novas músicas da The Immaculate Collection — "Justify My Love" e "Rescue Me" — eles deram a Madonna o caminho a seguir na década seguinte, "Celebration" e "Revolver" pareciam descartáveis. Em suas críticas ao single, Bill Lamb, do About.com, era a favor do "ritmo irresistível" e dos "ecos dos últimos triunfos do pop dance da [sua] carreira", mas era contra a letra "sem graça" e o fato de ele ter "um senso de piloto automático sobre a música inteira". Finalmente, ele declarou que "Celebration" é mais provável que seja apenas um lembrete do poderoso talento de Madonna e se encaixa facilmente em seu cânone dos clássicos de dance. Fraser McAlpine, da BBC, disse: "Não posso ser a única pessoa no mundo que está um pouco decepcionada por não ser uma música alegre syn-disco dos anos 80, no que Madge [Madonna] pula com uma grande peruca rosa, como costumava fazer nos velhos tempos, cantando "holidation!" para combinar com o título "celebration", certo?. No entanto, ele argumentou que parecia uma faixa de dance decente e também tocá-la em turnê, embora, de qualquer maneira, ele pensasse que era outra música na qual ela canta sobre reunir pessoas na pista de dança, prontas para perder todas as inibições, para ter a noite mais selvagem e livre de suas vidas ... é isso que as palavras dizem. Finalmente, ele a premiou com três estrelas de cinco. Michael Slezak, da Entertainment Weekly, afirmou que era uma música de dança sem desculpas, na qual os fãs de Madge inevitavelmente baixam e ouvem repetidamente em seus carros, na esteira, até em suas mentes enquanto dormem. Hipersonica opinou que poderia ser perfeitamente um descarte de qualquer um de seus álbuns anteriores que ela decidiu incluir no Celebration como um extra para atrair seus fãs, James Montgomery, da MTV, chamou "Celebration" de um ataque direto a boates sujas e escuras, do tipo que Madonna não faz desde "Deeper and Deeper" e que provavelmente não visitou desde então. Finalmente, Todd Martens, do Los Angeles Times, comentou que "Celebration" é um pouco menos do que os últimos dias de dance de Madonna, como "Hung Up" (2005), e um pouco menos afetado pelos padrões de Hard Candy (2008). ) No entanto, ele declarou que não é tão criativo quanto qualquer um dos trabalhos que menciona. Ele terminou sua crítica dizendo que "é definitivamente um corte que está nas raízes do disco de Madonna dos anos 80, e entraria confortavelmente em uma coleção de hits junto com "Vogue" e "Ray of Light" [...] A música é um retorno efetivo ao passado, um número reconfortante [onde] ela não esqueceu seu princípio".

### Agraciamentos
"Celebration" foi reconhecido por alguns críticos como uma das melhores músicas de 2009, além da cantora. Assim, Bill Lamb, do About.com, a incluiu na 63ª posição das 100 melhores músicas pop de 2009 e comentou que "Madonna pode estar marcando o tempo, mas isso é um lembrete de que ela não tem paralelos entre outros artistas de dance pop". Louis Virtel, do The Blackot, colocou-a no 65º lugar das 100 grandes canções de Madonna, onde ela disse: "[...] então ela cospe essa alegre faixa [de dance] como uma peça perfeita para "Holiday" que é outro testemunho de celebração. Finalmente, Popjustice criou a lista dos 100 melhores singles de 2009, e a música apareceu lá. Na cerimônia do Grammy Awards de 2010, "Celebration" foi indicado na categoria de Melhor Gravação Dance, mas perdeu para "Poker Face", de Lady Gaga. Da mesma forma, ele foi indicado para Melhor Faixa de Dance Pop no Internacional Dance Music Awards, mas o prêmio foi recebido por "When Love Takes Over", de David Guetta, com Kelly Rowland.

## Performance ao vivo

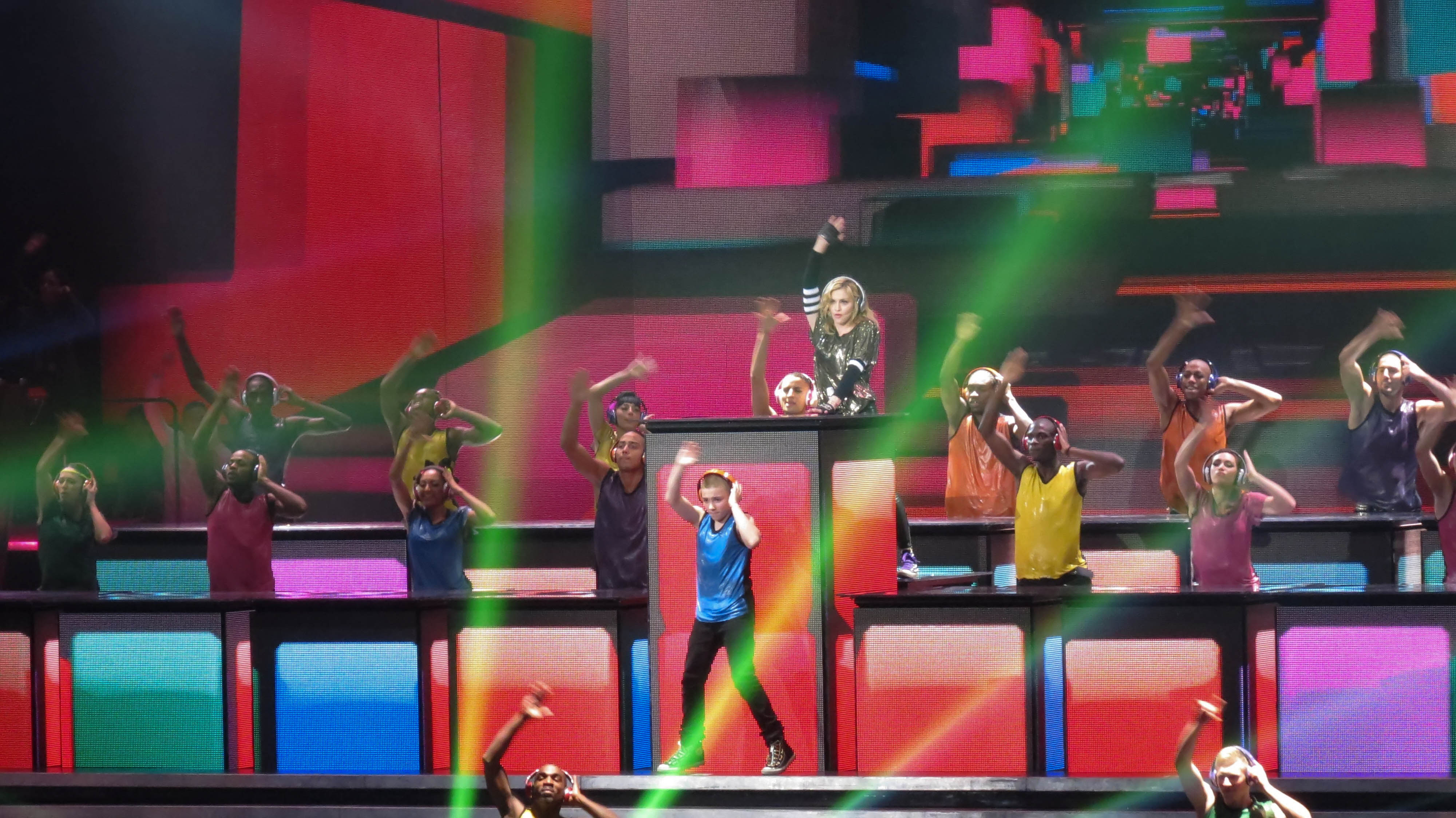
Madonna e seus dançarinos fingindo serem DJs durante a apresentação de "Celebration" em Seattle, Estados Unidos, em 2 de outubro de 2012, como parte da The MDNA Tour.

O remix de Benny Benassi de "Celebration", interpolado com elementos líricos e musicais de "Give It 2 Me" (2008), foi apresentado como o número final de The MDNA Tour (2012). Depois que Madonna terminou de tocar "Like a Prayer" (1989), as luzes se apagaram e os sons de campainha foram usados no início de "Girl Gone Wild", que abriu todos os shows, tocado por alguns minutos. Quando a música começou, cubos coloridos em estereoscopia se formaram nas telas de fundo, enquanto o palco era banhado por diferentes luzes e lasers coloridos. Madonna saiu, vestida com um figurino inspirado em Joana d'Arc, com calças justas pretas, camisa metálica e cristais Swarovski, e cantou a música enquanto seus dançarinos coreografavam movimentos por todo o palco. No final da apresentação, eles colocaram Beats by Dr. Dre e imitaram os movimentos do estilo de Disco-jóquei (DJ). Em certos shows, o filho de Madonna, Rocco Ritchie, se juntou a ela no palco.
A performance recebeu críticas geralmente positivas dos críticos. Ben Rayner, do Toronto Star, opinou que "a 'Celebração' delirante e ultra iluminada terminou a noite com uma nota de algo genuíno ... uma comemoração levemente guardada, talvez". Jim Harrington, do The Oakland Tribune, deu uma crítica negativa ao show em geral, mas afirmou que "Não foi até as duas últimas músicas —"Like a Prayer" e "Celebration"— que todo o negócio finalmente aconteceu". Em uma nota mais crítica, Chuck Yarborough, do The Plain Dealer, sentiu que "Madonna simplesmente cantou e dançou [em "Celebration"]. É como achar um diamante de uma rocha realmente brilhante". A apresentação da música nos shows de 19 a 20 de novembro de 2012 em Miami, na American Airlines Arena, foi gravada e lançada no quarto álbum ao vivo de Madonna, MDNA World Tour.

## Créditos e equipe
Créditos adaptados das notas do encarte do álbum.
- Madonna – compositora, vocal principal, produtora
- Paul Oakenfold – compositor, produtor
- Ian Green – compositor, vocal de fundo, produção adicional para The Industry Sound
- Ciaran Gribbin – compositor
- Demacio "Demo" Castellon – - gravação, mixagem para a Demolition Crew no WEA Studios
- Ron Taylor – Pro Tools
- Nick Banns – engenheiro
- Chris Gehringer – masterização em Sterling Sound
- Thierry Guetta – design de obras de arte

## Lista de faixas e formatos
| Download digital |                                 |         |  |
| N.º              | Título                          | Duração |  |
| 1.               | "Celebration" (versão do álbum) | 3:35    |  |

| Download digital — com Akon |                                       |         |  |
| N.º                         | Título                                | Duração |  |
| 1.                          | "Celebration" (com Akon) (Akon Remix) | 3:54    |  |

| EP digital do iTunes |                                           |         |  |
| N.º                  | Título                                    | Duração |  |
| 1.                   | "Celebration" (Benny Benassi Remix Edit)  | 3:58    |  |
| 2.                   | "Celebration" (Benny Benassi Remix)       | 5:28    |  |
| 3.                   | "Celebration" (Benny Benassi Dub)         | 6:00    |  |
| 4.                   | "Celebration" (Oakenfold Remix Dub)       | 6:32    |  |
| 5.                   | "Celebration" (Oakenfold Remix)           | 6:32    |  |
| 6.                   | "Celebration" (Johnny Vicious Club Remix) | 7:59    |  |

| CD single |                                           |         |  |
| N.º       | Título                                    | Duração |  |
| 1.        | "Celebration" (Oakenfold Remix)           | 6:35    |  |
| 2.        | "Celebration" (Benny Benassi Remix)       | 5:31    |  |
| 3.        | "Celebration" (Oakenfold Remix Dub)       | 6:35    |  |
| 4.        | "Celebration" (Benny Benassi Remix Edit)  | 4:01    |  |
| 5.        | "Celebration" (Benny Benassi Dub)         | 6:03    |  |
| 6.        | "Celebration" (Johnny Vicious Club Remix) | 8:00    |  |

| CD Single dinamarquês |                                           |         |  |
| N.º                   | Título                                    | Duração |  |
| 1.                    | "Celebration" (versão do rádio)           | 3:35    |  |
| 2.                    | "Celebration" (Oakenfold Remix)           | 6:32    |  |
| 3.                    | "Celebration" (Oakenfold Remix Dub)       | 6:32    |  |
| 4.                    | "Celebration" (Benny Benassi Remix)       | 5:30    |  |
| 5.                    | "Celebration" (Benny Benassi Remix Edit)  | 3:58    |  |
| 6.                    | "Celebration" (Benny Benassi Dub Mix)     | 6:01    |  |
| 7.                    | "Celebration" (Johnny Vicious Club Remix) | 8:00    |  |

| CD Single francês |                                 |         |  |
| N.º               | Título                          | Duração |  |
| 1.                | "Celebration" (versão do álbum) | 3:37    |  |
| 2.                | "Celebration" (Oakenfold Remix) | 6:32    |  |

| CD Single francês — com Akon |                                       |         |  |
| N.º                          | Título                                | Duração |  |
| 1.                           | "Celebration" (con Akon) (Akon Remix) | 3:57    |  |
| 2.                           | "Celebration" (versão do álbum)       | 3:37    |  |

| CD single britânico e tailandês |                                           |         |  |
| N.º                             | Título                                    | Duração |  |
| 1.                              | "Celebration" (versão do álbum)           | 3:35    |  |
| 2.                              | "Celebration" (Oakenfold Remix)           | 6:34    |  |
| 3.                              | "Celebration" (Benny Benassi Remix)       | 5:30    |  |
| 4.                              | "Celebration" (Oakenfold Remix Dub)       | 6:34    |  |
| 5.                              | "Celebration" (Benny Benassi Remix Edit)  | 4:01    |  |
| 6.                              | "Celebration" (Johnny Vicious Club Remix) | 7:59    |  |

| Vinil de 12" europeu |                                        |         |  |
| N.º                  | Título                                 | Duração |  |
| 1.                   | "Celebration" (versão do álbum)        | 3:35    |  |
| 2.                   | "Celebration" (Benny Benassi Remix)    | 5:30    |  |
| 3.                   | "Celebration" (Paul Oakenfold Remix)   | 6:34    |  |
| 4.                   | "Celebration" (Paul Oakenfold Dub Mix) | 6:34    |  |

| Single em vinil de 12" americano |                                           |         |  |
| N.º                              | Título                                    | Duração |  |
| 1.                               | "Celebration" (Oakenfold Remix)           | 6:35    |  |
| 2.                               | "Celebration" (Benny Benassi Remix)       | 5:31    |  |
| 3.                               | "Celebration" (Oakenfold Remix Dub)       | 6:35    |  |
| 4.                               | "Celebration" (Benny Benassi Remix Edit)  | 4:01    |  |
| 5.                               | "Celebration" (Benny Benassi Dub)         | 6:03    |  |
| 6.                               | "Celebration" (Johnny Vicious Club Remix) | 8:00    |  |

| Maxi single europeu e argentino |                                           |         |  |
| N.º                             | Título                                    | Duração |  |
| 1.                              | "Celebration" (versão do álbum)           | 3:35    |  |
| 2.                              | "Celebration" (Oakenfold Remix)           | 6:34    |  |
| 3.                              | "Celebration" (Benny Benassi Remix)       | 5:30    |  |
| 4.                              | "Celebration" (Oakenfold Remix Dub)       | 6:34    |  |
| 5.                              | "Celebration" (Benny Benassi Remix Edit)  | 4:01    |  |
| 6.                              | "Celebration" (Johnny Vicious Club Remix) | 7:59    |  |

| Maxi Single estadunidense |                                           |         |  |
| N.º                       | Título                                    | Duração |  |
| 1.                        | "Celebration" (Oakenfold Remix)           | 6:35    |  |
| 2.                        | "Celebration" (Benny Benassi Remix)       | 5:32    |  |
| 3.                        | "Celebration" (Oakenfold Remix Dub)       | 6:35    |  |
| 4.                        | "Celebration" (Benny Benassi Remix Edit)  | 4:01    |  |
| 5.                        | "Celebration" (Benny Benassi Dub)         | 6:03    |  |
| 6.                        | "Celebration" (Johnny Vicious Club Remix) | 7:59    |  |

| Maxi single alemão |                                     |         |  |
| N.º                | Título                              | Duração |  |
| 1.                 | "Celebration" (versão do álbum)     | 3:35    |  |
| 2.                 | "Celebration" (Benny Benassi Remix) | 5:30    |  |
| 3.                 | "Celebration" (Benny Benassi Dub)   | 6:00    |  |

## Desempenho comercial
Nos Estados Unidos, "Celebration" estreou e chegou ao topo da Billboard Hot 100 no número 71 da edição de 22 de agosto de 2009. A música se tornou a quinquagésima entrada de Madonna na tabela. Ele estreou nas tabelas Hot Dance Club Songs e Hot Dance Airplay nos números 29 e sete, respectivamente. Na edição de 26 de setembro de 2009, "Celebration" se tornou a 40ª música número um de Madonna na tabela do Hot Dance Club, a mais para um artista. A música também estreou na tabela Adult Pop Songs no número 36. "Celebration" has sold 192,000 digital downloads in the United States as of April 2010. "Celebration" vendeu 192,000 downloads digitais nos Estados Unidos até abril de 2010. No Canadá, a música estreou no número 56 no Canadian Hot 100 e atingiu um pico de cinco na semana seguinte, tornando-se o ganhador de airplay da semana.
Também estreou aos 48 na Espanha e estreou no top cinco com três na Finlândia. Na semana seguinte, a música alcançou o topo da tabela na Finlândia, onde permaneceu por seis semanas não consecutivas, e foi certificada em ouro pela Federação Internacional da Indústria Fonográfica. Outras estreias ocorreram na Irlanda aos 33 e 31 na Suécia, onde saltou para o número um na semana seguinte. Em 30 de agosto de 2009, "Celebration" estreou no número 40 na tabela de singles da Austrália. A música também estreou na UK Singles Chart no número três da edição de 20 de setembro de 2009, tornando-se seu 60º top dez. Ele também se tornou o primeiro número um na tabela escocesa de singles, ficando no primeiro lugar por 2 semanas. Na Itália, a música estreou no topo da tabela e foi certificada como platina pela Federation of the Italian Music Industry (FIMI) pelo envio de 60,000 cópias do single. A música alcançou o número quatro na tabela Tracklisten da Dinamarca e foi certificada em ouro pela Federação Internacional da Indústria Fonográfica pelo envio de 15.000 cópias do single.

### Tabelas semanais
| Tabela musical (2009)                  | Melhor posição |
| -------------------------------------- | -------------- |
| Alemanha (GfK Entertainment Charts)    | 5              |
| Austrália (ARIA Charts)                | 40             |
| Áustria (Ö3 Austria Top 40)            | 8              |
| Bélgica (Ultratop 50 de Flandres)      | 4              |
| Bélgica (Ultratop 40 de Valônia)       | 3              |
| Búlgaria (BAMP)                        | 1              |
| Canadá (Canadian Hot 100)              | 5              |
| Dinamarca (Hitlisten)                  | 5              |
| Escócia (OCC)                          | 1              |
| Espanha (PROMUSICAE)                   | 17             |
| Estados Unidos (Adult Top 40)          | 33             |
| Estados Unidos (Billboard 100)         | 71             |
| Estados Unidos (Dance Club Songs)      | 1              |
| Estados Unidos (Latin Pop Songs)       | 19             |
| Europa (European Hot 100 Singles)      | 5              |
| Europa (Euro Digital Songs)            | 2              |
| Finlândia (IFPI Finlândia)             | 1              |
| França (SNEP)                          | 2              |
| Grécia (IFPI Grécia)                   | 7              |
| Hungria (MAHASZ)                       | 1              |
| Irlanda (IRMA)                         | 10             |
| Islândia (RÚV)                         | 8              |
| Israel (Media Forest)                  | 1              |
| Itália (FIMI)                          | 1              |
| Japão (Japan Hot 100)                  | 5              |
| Noruega (VG-lista)                     | 3              |
| Países Baixos (Dutch Top 40)           | 3              |
| Países Baixos (Single Top 100)         | 2              |
| Portugal (Portugal Digital Songs)      | 6              |
| Reino Unido (UK Singles Chart)         | 3              |
| Reino Unido (UK Dance)                 | 1              |
| República Checa (IFPI Česká Republika) | 5              |
| Rússia (Tophit)                        | 1              |
| Suécia (Sverigetopplistan)             | 1              |
| Suíça (Schweizer Hitparade)            | 1              |

| Tabela musical (2009)             | Posição |
| --------------------------------- | ------- |
| Alemanha (Official German Charts) | 47      |
| Canadá (Canadian Hot 100)         | 73      |
| Estados Unidos (Dance Club Songs) | 17      |
| Europa (European Hot 100)         | 24      |
| Hungria (Mahasz)                  | 29      |
| Itália (FIMI)                     | 14      |
| Japão (Japan Hot 100)             | 12      |
| Rússia (Tophit)                   | 26      |
| Suécia (Sverigetopplistan)        | 27      |
| Suíça (Schweizer Hitparade)       | 38      |

| Tabela musical (2010)     | Posição |
| ------------------------- | ------- |
| Europa (European Hot 100) | 88      |
| Hungria (Mahasz)          | 58      |

| Região                                                                                             | Certificação | Vendas   |
| -------------------------------------------------------------------------------------------------- | ------------ | -------- |
| Dinamarca (IFPI Dinamarca)                                                                         | Ouro         | 15,000^  |
| Finlândia (Musiikkituottajat)                                                                      | Ouro         | 6,521^   |
| Itália (FIMI)                                                                                      | Platina      | 30,000*  |
| Japão (RIAJ)                                                                                       | Ouro         | 100,000^ |
| ^distribuições baseadas apenas na certificação *números de vendas baseados somente na certificação |              |          |

## Histórico de lançamento
| Região         | Data                   | Formato                           |
| -------------- | ---------------------- | --------------------------------- |
| Mundialmente   | 31 de julho de 2009    | Download digital                  |
| Japão          | 12 de agosto de 2009   | Download digital                  |
| Alemanha       | 21 de agosto de 2009   | Download digital                  |
| Alemanha       | 4 de setembro de 2009  | CD single                         |
| Países Baixos  | 11 de setembro de 2009 | CD single, disco de imagem de 12" |
| Reino Unido    | 13 de setembro de 2009 | Download digital                  |
| Reino Unido    | 14 de setembro de 2009 | CD single                         |
| Estados Unidos | 6 de outubro de 2009   | CD single                         |
| Estados Unidos | 20 de outubro de 2009  | 12" single                        |
| Estados Unidos | 26 de janeiro de 2010  | Radio release (Remix com Akon)    |